# Tunnel

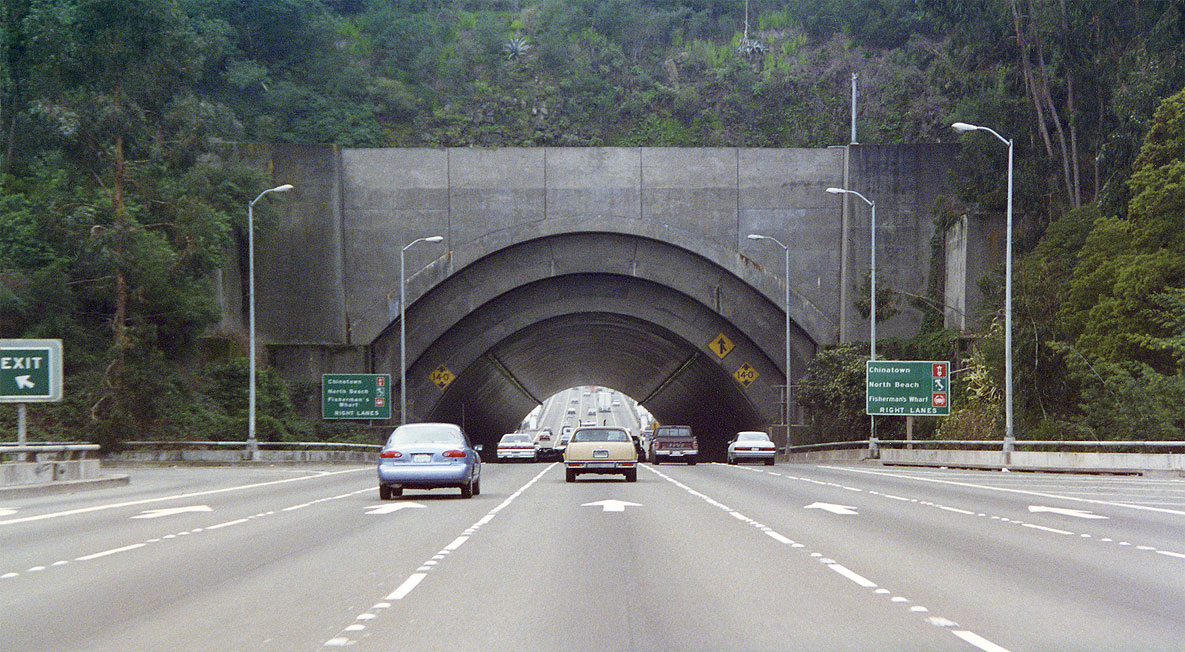
Yerba-Buena-Tunnel: Tunneleinfahrt in Richtung San Francisco

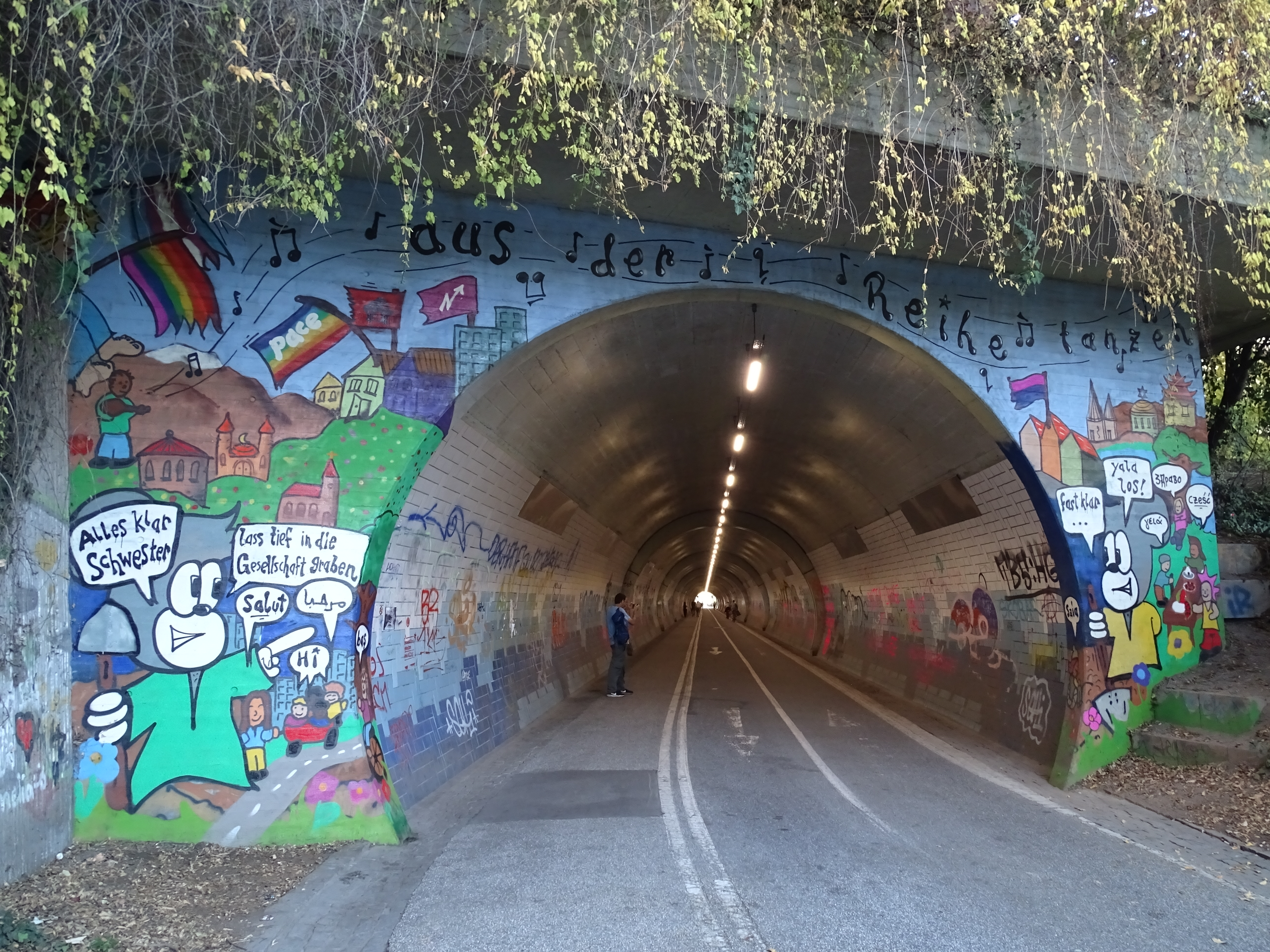
Schloßbergtunnel als Fuß- und Radverkehrstunnel in Tübingen

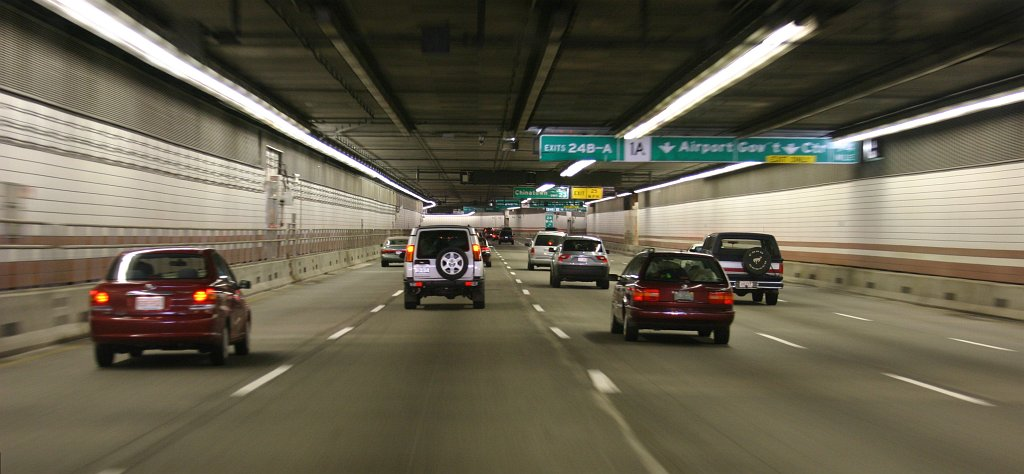
Im Inneren eines Straßentunnels

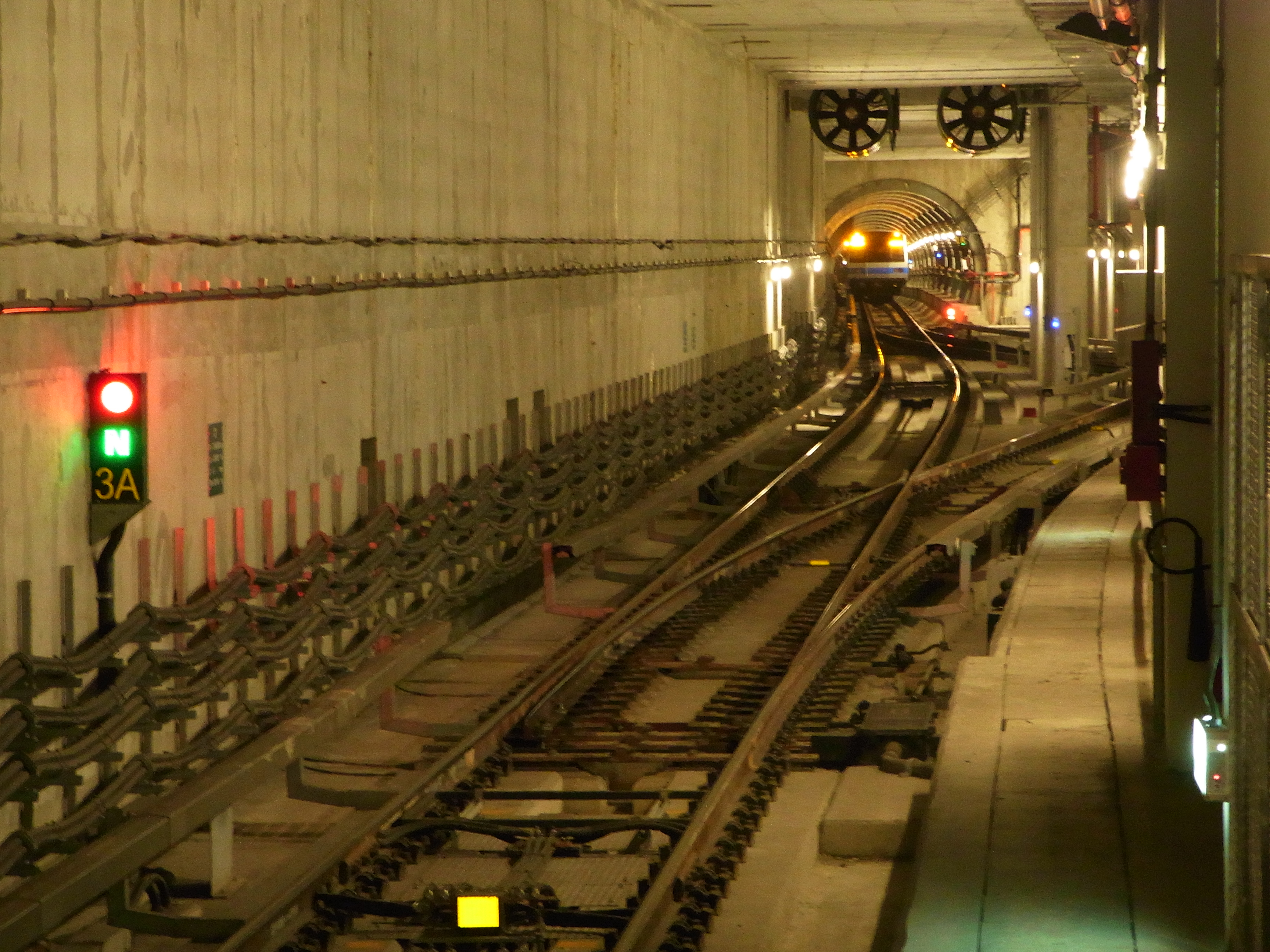
U-Bahn-Tunnel in Taipeh.

Ein Tunnel oder Tunnelbauwerk ist ein zumeist unterirdisches Bauwerk ähnlich einer Röhre, die der Unterquerung von Hindernissen wie Bergen, Gewässern oder anderen Verkehrswegen dient. Seltener dienen Tunnel anderen Zwecken wie zum Beispiel dem Schutz der Anwohner vor Straßen- oder Schienenverkehrslärm. In diesem Fall werden sie auch als Unterflurtrasse bezeichnet. Tunnel zählen zu den Ingenieurbauwerken.
Bereits in der Antike wurden Tunnel für die Wasserver- und -entsorgung, selten auch für Straßen, die insbesondere militärischen Zwecken dienten, gebaut. Nach dem Ende des Römisches Reiches stagnierte der europäische Tunnelbau, die wenigen Tunnelbauten des Mittelalters orientierten sich in Bauweise und Funktion an antiken Vorbildern.
Der Begriff Tunnel, der aus dem Englischen stammt (tunnel), setzte sich seit dem ersten Drittel des 19. Jahrhunderts im Deutschen durch.

## Sprachliche Herkunft und Definition
Der Begriff tunnel tauchte erstmals im frühen 15. Jahrhundert im Englischen auf und bezeichnete ein trichterförmiges Vogelnetz. Es ist nicht klar, ob der Begriff von französisch tonnelle ‚Netz‘ oder französisch ton ‚kleines Fass‘ stammt. In den 1540er-Jahren wurde tunnel erstmals für Röhre verwendet und in den 1660er Jahren erstmals für unterirdischer Durchgang. Aus dem Englischen kam der Begriff zurück ins Französische und verdrängte dort das zuvor für unterirdische Bauwerke verwendete Wort mine.
Im Duden wird neben dem Stichwort der Tunnel auch das Tunell aufgeführt als Begriff, der in Süddeutschland, Österreich und der Schweiz verwendet wird. Im Sprachgebrauch ist die Verwendung als Neutrum nur noch selten. Die bis zum Anfang des 20. Jahrhunderts noch typische Endbetonung wie im Französischen ist weitgehend der Betonung auf der ersten Silbe gewichen, mit Ausnahme einiger Sprecher im Süden des deutschen Sprachraums und besonders Südtirols.
In Deutschland werden Tunnel nach der geltenden DIN-Norm 1076 – Ingenieurbauwerke im Zuge von Straßen und Wegen; Überwachung und Prüfung als unterhalb der Erd- oder Wasseroberfläche liegende Bauwerke definiert. Oberirdische Einhausungen von Verkehrswegen mit mindestens 80 m Länge und Galeriebauwerke gelten ebenfalls als Tunnel. Unterführungen zählen nach der Norm nicht zu den Tunnelbauwerken, wenn diese in offener Bauweise hergestellt wurden und kürzer als 80 Meter sind.

## Maßgrößen
Neben der Länge werden bei Tunneln u. a. die folgenden charakteristischen Maße angegeben:
- Querschnittsfläche: Durch die Tunnelwände begrenzter Flächeninhalt einer rechtwinklig zum Tunnelverlauf gespannten Fläche.
- Ausbruchsfläche: Durch das Gebirgsprofil begrenzter Flächeninhalt einer rechtwinklig zum Tunnelverlauf gespannten Fläche.
- Überdeckung: Abstand zwischen der Oberkante des Tunnels und der Oberkante des darüber befindlichen Geländes.
- Lichte Höhe: Abstand zwischen der Oberkante und dem Boden des Tunnels. Tunnel werden aus statischen Gründen meist gewölbt ausgeführt, so dass die maximale lichte Höhe wesentlich größer ist als die von den Fahrzeugen nutzbare lichte Durchfahrtshöhe – die minimal zulässige lichte Höhe im Bereich des Durchfahrtsprofils.

## Geschichte

### Antike und Frühmittelalter
Vorläufer der dem Verkehr dienenden großen Tunnel waren unterirdische Wasserleitungen in Stollen- oder Kanatbauweise, die bereits seit der Antike errichtet wurden. Seit dem Beginn des 1. Jahrtausends v. Chr. wurde in den verschiedenen Staaten des Orients Grundwasser durch Kanate erschlossen, bei denen auf der Trasse der zukünftigen Wasserleitung senkrechte Schächte in die Tiefe getrieben und dann horizontal miteinander verbunden wurden. Ein Qanat hatte immer ein leichtes Gefälle zu einer Siedlung hin. Dadurch konnte unterirdisch das Grundwasser erschlossen und durch das Qanat zur Siedlung geführt werden. Andernfalls hätte dasselbe Grundwasser aus großer Tiefe unterhalb der Siedlung heraufgeholt werden müssen. Die Kanaaniter schlugen in Megiddo bereits einen 70 Meter langen Stollen in den Fels, der ihnen einen gedeckten Zugang zu einer unterirdischen Zisterne außerhalb der Stadtmauern gewährte.
Wie beim Kanat kam auch im Tunnelbau das sogenannte Gegenortverfahren zur Anwendung. Dabei wurden vom Ausgangs- und vom Endpunkt des Tunnels zunächst Suchstollen geschlagen, die erst nach dem Aufeinandertreffen auf den erforderlichen Querschnitt erweitert wurden. In der frühbronzezeitlichen Siedlung Khirbet ez-Zaraqon in Jordanien existiert ein 200 Meter langer Tunnel, an dessen Firste sich die Suchstollen noch gut nachvollziehen lassen. Seine Datierung in die Zeit vor der Verwendung von Eisenwerkzeugen scheint problematisch. Die Griechen bauten beispielsweise auf Samos zur verdeckten Wasserversorgung um 530 v. Chr. den 1063 Meter langen sogenannten Tunnel des Eupalinos. Unter dem judäischen König Hiskija wurde ebenfalls zur Wasserversorgung bei Belagerungen von der Gihon-Quelle zum Teich von Siloah in Jerusalem der 533 Meter lange Hiskija-Tunnel gegraben. Ein etwa 150 v. Chr. geschlagener 700 Meter langer Tunnel nach Qumran am Toten Meer diente ebenfalls der Wasserversorgung. Die Etrusker schufen die weniger spektakulären zahlreichen Cuniculi, schmale Tunnel, die der Wasserleitung, der Drainage oder der Wassersammlung dienten. Im 6. Jahrhundert v. Chr. errichteten sie in den Albaner Bergen erste Straßentunnel. Besonders die Römer führten viele Bauten aus, darunter die Ableitung des Fucino-Sees, ein 5623 Meter langer Tunnel von der Mitte des 1. Jahrhunderts. Vespasian ließ im Jahr 77 auf der Via Flaminia einen neuen Tunnel durch den Intercisa-Pass (Furlo) errichten. Besonders bekannt ist ein Aquädukttunnel im algerischen Bejaia aus dem 2. Jahrhundert n. Chr. durch den römischen Baumeister Nonius Datus, der in einer Inschrift die Schwierigkeiten des Gegenortverfahrens beschrieb. Straßentunnel errichteten die Römer nur in Italien: Der Architekt Lucius Cocceius Auctus errichtete im Bürgerkrieg mit Sextus Pompeius 38/37 v. Chr. drei Tunnel um Cumae und am Averner See sowie zwei weitere zwischen Neapel und Puteoli, die eine Länge von bis zu 1000 Metern hatten. Auf der Insel Ponza ist ein Straßentunnel nachweisbar.
Als ältester Verkehrstunnel der Alpen gilt der Buco di Viso (französisch Le Pertuis du Viso) in den Cottischen Alpen. Er wurde 1480 fertiggestellt und diente dem Warentransport mit Saumtieren.
Der mitteleuropaweit älteste frühmittelalterliche Wasserstollen ist der Stiftsarm des Almkanals in Salzburg, der der Nutzwasserversorgung der Stadt diente und 1143 durch den Mönchsberg geschlagen worden war. Ein weiterer Tunnel, der vermutlich aus dieser Zeit stammt, ist der Fulbert-Stollen am Laacher See, der nach 1164 gebaut wurde und der Konstanthaltung des Wasserspiegels diente.

### Neuzeit

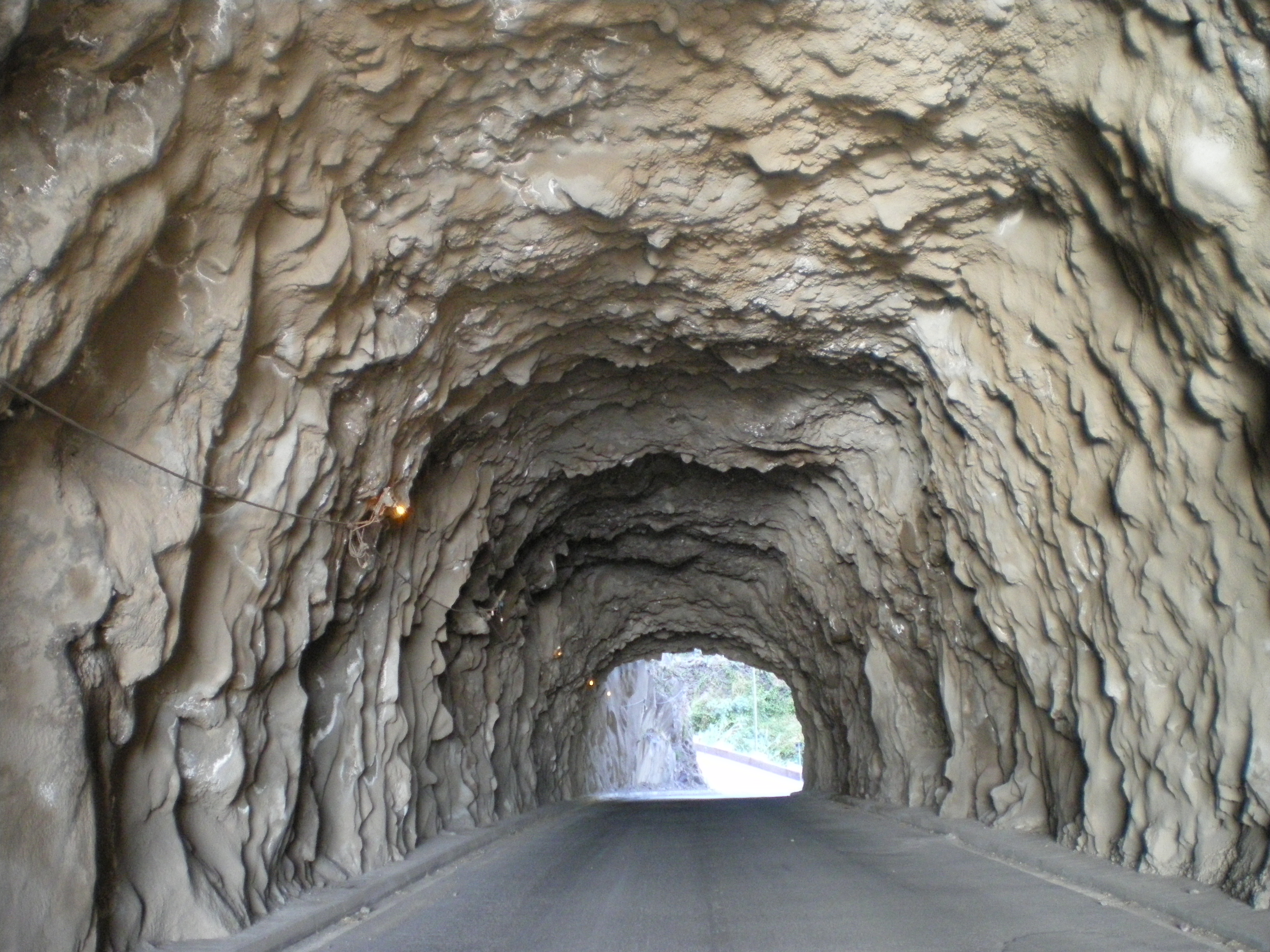
Traditionell gebauter Tunnel ohne Innenschale auf Madeira

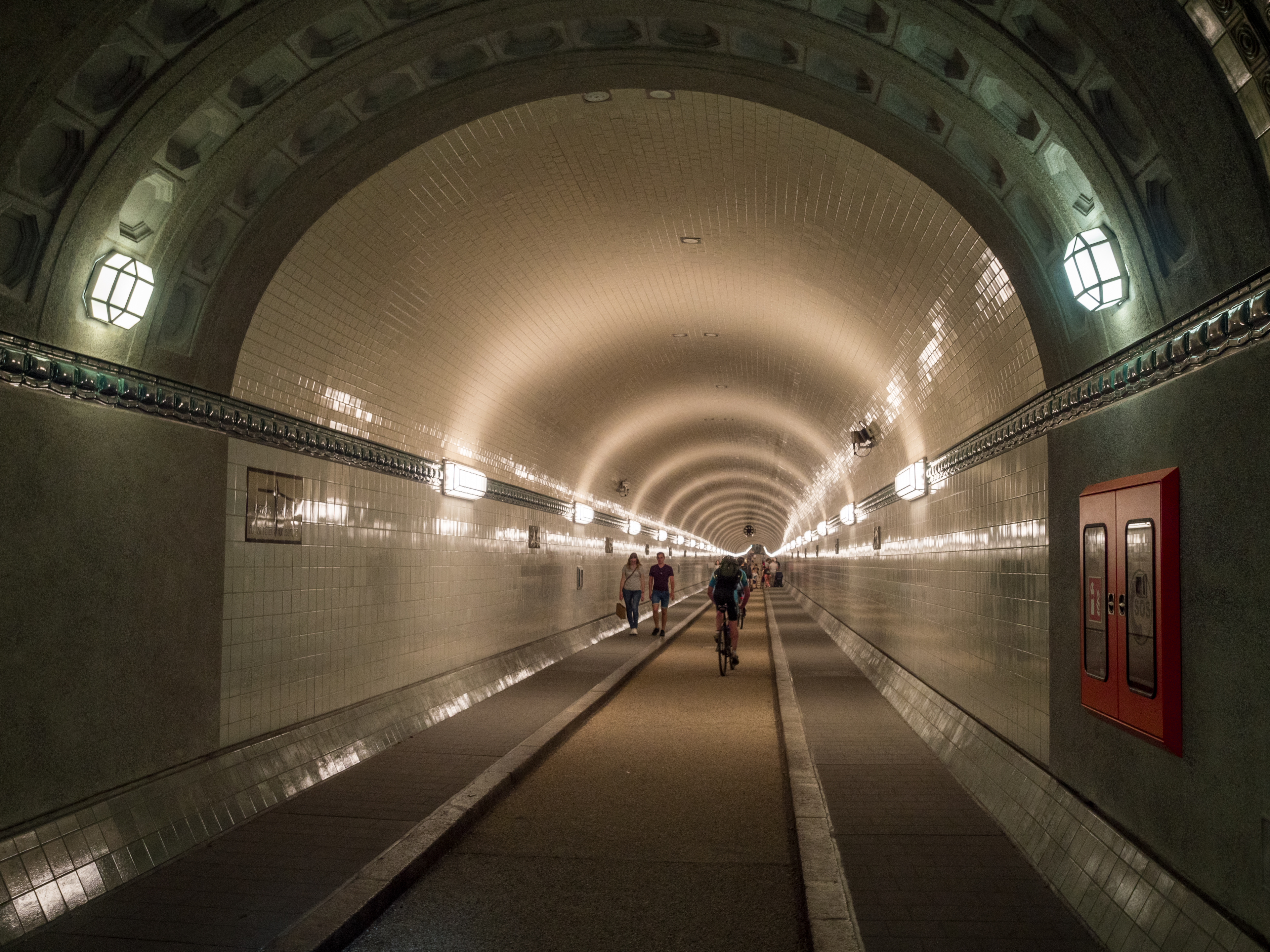
Alter Elbtunnel (erbaut 1911)

Die Einführung des Schwarzpulvers zur Gesteinssprengung machte seit dem 17. Jahrhundert Tunnel beim Bau von Kanälen realisierbar, beispielsweise der 157 Meter lange Malpas-Tunnel für den Canal du Midi (um 1680) und der Schifffahrtstunnel von Weilburg an der Lahn. 1708 wurde mit dem Urnerloch bei Andermatt der erste Tunnel an einer Alpenstraße (Länge 64 m) für den Güter- und Personenverkehr gebaut. Das 1765 fertiggestellte Sigmundstor in Salzburg mit einer Länge von 131 Metern ist der älteste Straßentunnel Österreichs. Der 1789 eröffnete Sapperton-Kanaltunnel im Thames & Severn Canal in England war 3,5 Kilometer lang und erlaubte den Transport von Kohlefrachtern. Der 2869 Meter lange Norwood-Tunnel in England, eröffnet 1775, ist ein weiteres Beispiel. Durch den von 1842 bis 1847 erbauten 4880 Meter langen Mauvages-Tunnel im Canal de la Marne au Rhin im Elsass wurden Boote und Schiffe mit einem im Jahr 1912 in Betrieb genommenen elektrischen Kettenschlepper getreidelt. Die Treideleinrichtung ist jedoch nicht mehr in Betrieb, da der Kanal überwiegend von Freizeitschiffern genutzt wird.
Der erste Verkehrstunnel unter einem Fluss wurde unter der Themse in London zwischen Rotherhithe und Wapping von 1825 bis 1841 mit einer Unterbrechung von sieben Jahren erstellt. Nach der Ausrüstung mit Licht, Fahrbahnen, Treppen und einer Maschinenanlage zur Drainage wurde er am 25. März 1843 für den öffentlichen Verkehr freigegeben. Für Fußgänger wurde er nur bis 1865 genutzt, danach wurde dieser Thames Tunnel von der East London Railway als Teil der London Underground (zuletzt East London Line) benutzt.
Der erste amerikanische Verkehrstunnel unter einem Fluss wurde am 1. Januar 1869 in Chicago eröffnet. 1899 wurde der Spreetunnel Stralau in Berlin in Betrieb genommen. Am 7. September 1911 wurde der Elbtunnel in Hamburg eröffnet.
Die ersten Eisenbahntunnel schuf George Stephenson auf der Strecke Liverpool–Manchester 1826 bis 1830. 1837 bis 1839 wurde auf der Strecke Leipzig–Dresden bei Oberau der erste Tunnel einer Vollbahn auf dem europäischen Festland gebaut. Die Erfindung des Dynamits und der mit Druckluft betriebenen Gesteinsbohrmaschinen ermöglichte den Bau der großen Gebirgstunnel.
Bemerkenswert ist der 1882 unter dem Col de Tende hindurchgetriebene 3182 Meter lange Col-de-Tende-Straßentunnel. Er war der erste Straßentunnel unter einem Alpenpass und dürfte seinerzeit einer der längsten für den öffentlichen Verkehr freigegebenen Tunnels der Welt gewesen sein.

### Jüngere Geschichte
Tunnel schrieben auch politische und militärische Geschichte: Gegen Ende des Zweiten Weltkriegs lagerte die deutsche Rüstungsindustrie zahlreiche Fertigungsstätten in bombensicher vermauerte Verkehrstunnel im Rahmen des so genannten U-Verlagerungsprogramms aus. In den 1960er Jahren wurden geheime Fluchttunnel aus Ostberlin und der DDR nach Westberlin und Spionagetunnel vice versa während der Zeit der Berliner Mauer gebaut. Während des Vietnamkrieges besaß der Vietcong in den 1970er Jahren eine Vielzahl von Tunneln bis in die Nähe der südvietnamesischen Hauptstadt Saigon, in welche die Soldaten der Vietnamesischen Volksbefreiungsarmee sich bei amerikanischen Luftangriffen und Patrouillen versteckten, Nachschublager unterhielten und Verwundete operierten und pflegten. Während des Bosnienkrieges in den 1990er Jahren bauten die bosnischen Truppen einen geheimen Tunnel von Sarajevo unter dem serbischen Belagerungsring hindurch, durch den sie bescheidenen Nachschub erhielten.

## Arten

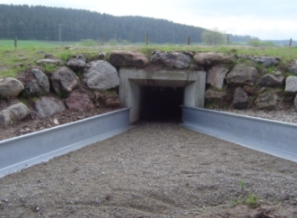
Amphibientunnel bei Furtwangen

Tunnel können nach deren Benutzung eingeteilt werden. Sie können von Schienenfahrzeugen, Straßenfahrzeugen, Wasserfahrzeugen, Fußgängern, Rohrleitungen, Elektrische Leitungen benutzt werden.
Tunnel für Verkehrswege können ein-, zweispurig oder mehrspurig sein. Tunnel können im wechselweisen Richtungsverkehr betrieben werden. Bei Autobahnen ist das die Regel, zwei parallele Röhren können dann als ein Tunnel angesehen werden.

Zeichen 327:Tunnel

### Eisenbahntunnel

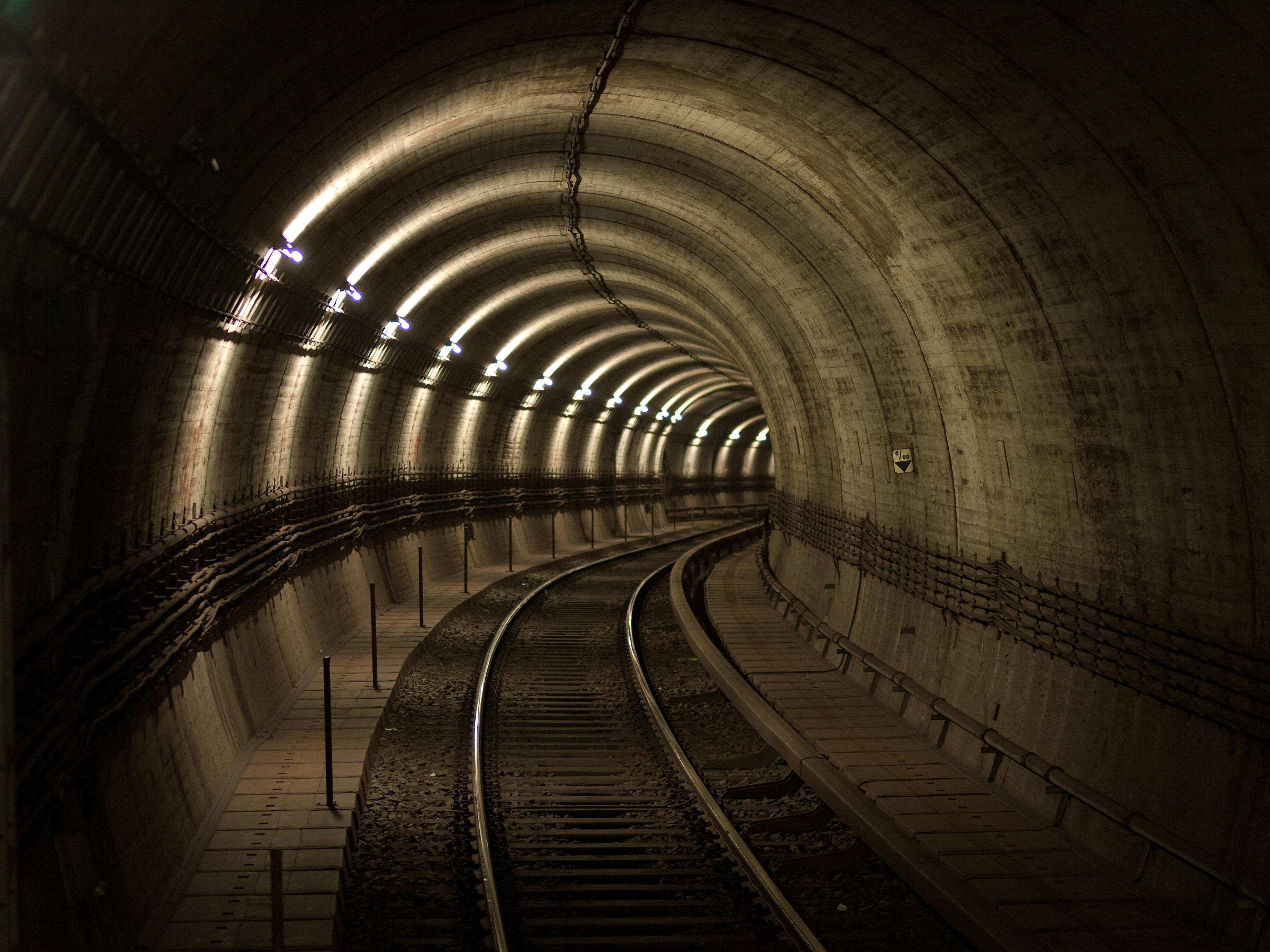
U-Bahn-Tunnel

Eisenbahntunnel dienen in erster Linie der Umgehung topografischer Hindernisse. Im Gegensatz zu Straßenfahrzeugen können Adhäsionsbahnen nur geringe Steigungen überwinden und große Bögen befahren, weshalb die Trasse oft nicht über oder um Hindernisse herumgeführt werden kann.
Bei Gebirgsbahnen werden Kehrtunnel eingesetzt, die dem Höhengewinn der Strecke dienen, indem die Strecke durch einen Tunnel im Gebirge künstlich verlängert wird. Kehrtunnel kommen bei extremen topografischen Verhältnissen wie bei Zahnradbahnen vor.
Ein Einzelfall dürfte der 300 m lange Tunnel auf der Neubaustrecke Mattstetten–Rothrist sein, welcher ein Käselager vor Verschmutzung durch die Eisenbahn schützt.

### Straßentunnel
Da Straßenfahrzeuge größere Steigungen als Schienenfahrzeuge überwinden können, begann der Bau von Straßentunneln in größerem Umfang erst im Zuge des Baus von Autobahnen und anderen Schnellstraßen. Vorher waren Straßentunnel nur im Gebirge anzutreffen und meist nur kurz.
Seit neuerer Zeit werden Tunnel aus Gründen des Landschafts- und Umweltschutzes errichtet. So wurde beispielsweise im Zuge der Bundesautobahn 4 westlich von Jena in Thüringen der 2014 in Betrieb genommene Jagdbergtunnel gebaut, um das ökologisch wertvolle Leutratal vom Autoverkehr zu befreien.
Weiter haben einige Grünbrücken so große Längen, dass sie als Tunnel gelten.

### Fußgängertunnel

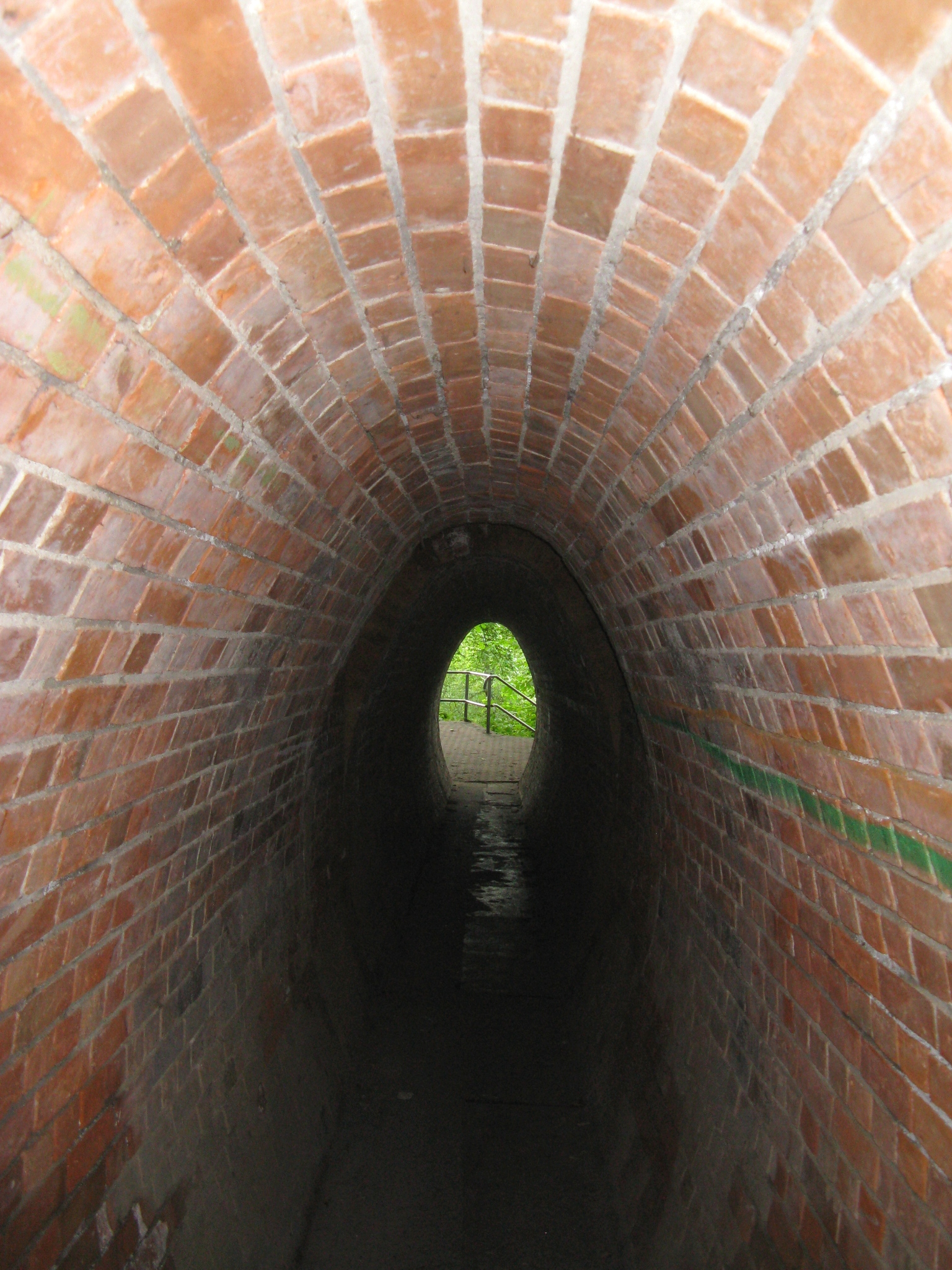
Eiertunnel in Bad Kleinen

Diese Tunnelart wird hauptsächlich in Städten angewendet. Dort dienen Fußgängertunnel häufig als Ersatz für Fußgängerüberführungen über breite Straßen oder als Verbindung von U-Bahn-Stationen. Insbesondere in Bahnhöfen werden Personentunnel angelegt. In Städten in kälteren Klimazonen gibt es größere Netze aus Fußgängertunneln, welche Untergrundstädte genannt werden. Beispiele für Fußgängertunnel sind die Berliner Fußgängertunnel oder der Eiertunnel in Bad Kleinen. Der Schlossbergtunnel in Tübingen ist dagegen 1974 für Fußgänger zur Durchquerung dieses natürlichen Höhenzuges gebaut worden.
Kriminelle bauen mitunter temporäre Tunnel, um in eine Bank einzubrechen, oder um illegale Drogen unter Landesgrenzen hindurch zu schmuggeln; manche Gefangenen bauen temporäre Tunnel, um einem Gefängnis oder Gefangenenlager zu entkommen. Die Fluchttunnel in Berlin während der deutschen Teilung dienten dem Zweck, Bürgern der Sowjetischen Besatzungszone und später der DDR die  Flucht aus der Sowjetischen Besatzungszone und der DDR zu ermöglichen.
In der Lamprechtshöhle im Land Salzburg wurde vor Jahrzehnten ein Tunnel in den Fels gesprengt und später mit einer eisernen Tür verschließbar gemacht, um einen Siphon umgehen zu können, der temporär den trockenen Weg versperrt.
In Städten werden mitunter Tunnel als Fußgängerbereiche angelegt, um ganzjährig angenehme „Außen“-Temperaturen vor Geschäftslokalen zu schaffen, in der ost-kanadischen Stadt Toronto als Schutz vor großer Kälte im Winter.
Tunnel werden auch bei Besetzungen genutzt, da es besonders schwierig ist, diese zu räumen ohne die körperliche Unversehrtheit der Besetzenden zu riskieren.

### Kanaltunnel

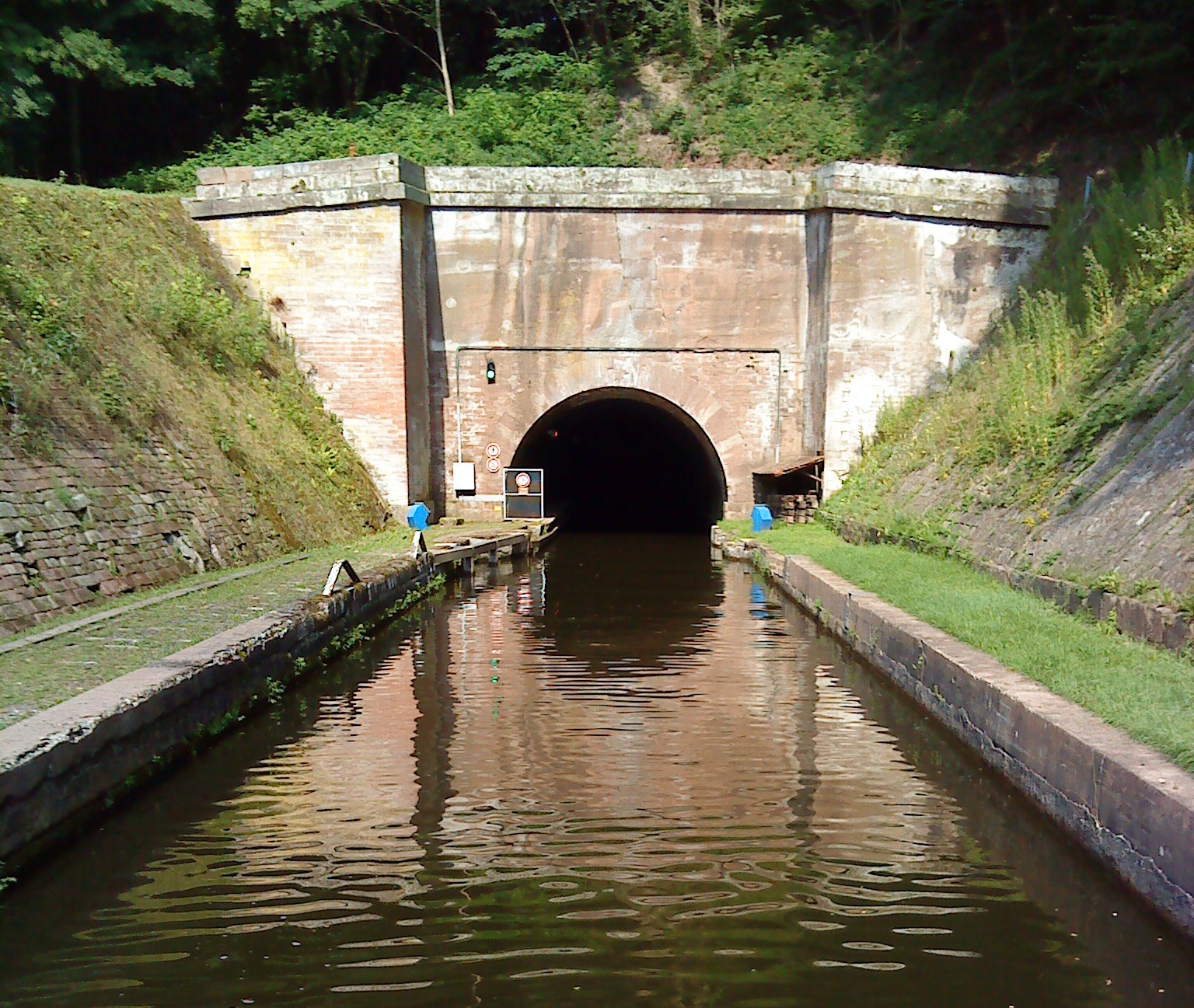
Tunnel am Rhein-Marne-Kanal bei Arzviller

Als Kanaltunnel (Schiffstunnel) werden Bauwerke bezeichnet, mit denen ein schiffbarer Kanal unter Landschaftserhebungen wie Hügeln oder Bergen hindurchgeführt wird. Bei der Planung von Kanälen werden Anhöhen, die nicht mit einem Geländeeinschnitt zu durchqueren sind, wenn immer möglich mit einer längeren Strecke auf gleichbleibender Höhe umgangen oder mit Schleusenreihen überschritten. Wo beides nicht in Frage kommt oder für eine solche Lösung eine zu große Massenbewegung erforderlich wäre, kann der Bau eines Tunnels die wirtschaftlich optimale Variante sein.
Kanaltunnel sind meist für einspurigen Verkehr ausgelegt. Vor beiden Portalen sind ausreichende Warteräume und Signaleinrichtungen für die Verkehrsregelung erforderlich. In einigen Tunneln wird der Wasserweg von einem Bankett über dem Wasserniveau begleitet, das für Kontrollgänge und das Ziehen von Kähnen diente. Der erste Kanaltunnel wurde im 17. Jahrhundert für den Canal du Midi gebaut.
Auswahl langer Kanaltunnel
- der 7120 Meter lange Tunnel du Rove des Canal de Marseille au Rhône bei Marseille (nach Teileinsturz seit 1963 nicht mehr schiffbar)[13]
- der 5677 Meter lange Riquevaltunnel in der Picardie, Canal de Saint-Quentin, Frankreich
- der 5209 Meter lange Standedge-Tunnel im Huddersfield-Narrow-Kanal, England
- der 4880 Meter lange Mauvages-Tunnel des Canal de la Marne au Rhin (deutsch: Rhein-Marne-Kanal) in Frankreich
- der 4354 Meter lange Souterrain de Ruyaulcourt des Canal du Nord, Frankreich
- der 3490 Meter lange, inzwischen eingestürzte Sapperton-Kanaltunnel des Themse-Severn-Kanals in England
- der 3333 Meter lange Scheiteltunnel Voûte de Pouilly-en-Auxois des Canal de Bourgogne (deutsch: Burgund-Kanal) in Frankreich
- der 2836 Meter lange Norwood-Tunnel im Chesterfield-Kanal, England

Der einzige schiffbare Tunnel in Deutschland ist der 195 Meter lange Weilburger Schifffahrtstunnel an der Lahn, der am 18. September 1847 eröffnet wurde.

### Scheiteltunnel und Basistunnel
Tunnel, welche durch Gebirge führen, können in Scheiteltunnel, seltener Passtunnel, und Basistunnel eingeteilt werden.

#### Scheiteltunnel
Scheiteltunnel bezeichnen Bauwerke, die über Zufahrtsrampen erreicht werden und meist unter einem Gebirgspass hindurchführen. Dabei befindet sich der höchste Punkt des Verkehrsweges – die Passhöhe – oft innerhalb des Tunnels.
Beispiele für Passrouten mit Scheiteltunnel:
- Straße über den Col du Galibier: die 1890 erbaute Straße unterquert den 2645 m hohen Pass mit einem Scheiteltunnel von 363 m Länge, in dem die Straße eine Höhe von 2556 m erreicht.
- Tauerntunnel der Tauernbahn durch den Alpenhauptkamm, errichtet 1901–1906, Scheitelhöhe bei 1226 m ü. A.
- Felbertauerntunnel der Felbertauern Straße, errichtet 1962–1967, Scheitelpunkt auf 1650 m, Tunnellänge 5,3 km[14]
- Großglockner-Hochalpenstraße: Die 1930 bis 1932 erbaute Straße unterquert das 2576 m hohe Hochtor mit einem Scheiteltunnel von 311 m Länge, dessen höchster Punkt auf 2504 m liegt.

#### Basistunnel
Mit Basistunnel werden Tunnelbauwerke bezeichnet, die ohne Rampen mit nur geringer Steigung durch ein Gebirge führen, dafür wesentlich länger und aufwändiger herzustellen sind als Scheiteltunnel.
Beispiele für Basistunnel in den Alpen:
- Mont-Blanc-Tunnel: Der 11,6 km lange Straßentunnel wurde 1965 eröffnet.
- Tauerntunnel: Der 6,4 km lange Straßentunnel der Tauern Autobahn A 10 wurde 1975 eröffnet.
- Arlbergtunnel: Der 13,9 km lange Straßentunnel der Arlberg Schnellstraße S 16 wurde 1978 eröffnet.
- Gotthard-Basistunnel: Der 57 km lange Eisenbahntunnel wurde am 1. Juni 2016 eröffnet.

#### Gemeinsamkeiten
Scheitel- wie Basistunnel können beachtliche Längen erreichen. Um die Verkehrswege möglichst leistungsfähig zu gestalten, wurden meist Lösungen gewählt, die mit der damaligen Technik gerade noch machbar waren oder an die Grenzen der Finanzierungsmöglichkeiten stießen. Die bei großer Länge nur mit dem für die Entwässerung nötigen Gefälle verlaufenden Tunnel haben meist keine gute natürliche Entlüftung, weil der höchste Punkt des Tunnels im Berg liegt. Dies führte beispielsweise beim Furka-Basistunnel zu Nebelbildung, welche die Schienen korrodieren ließ, so dass sie vorzeitig ausgetauscht werden mussten. Sicherheitstechnisch sind die langen Tunnel eine besondere Herausforderung, da sie oft in entlegenen Gebieten liegen und die Rettungsdienste lange Anfahrtswege bei Störfällen im Tunnel haben. Bei manchen Tunneln, wie etwa beim Elbtunnel Hamburg, existieren spezielle Tunnelfeuerwehren. Im Mont-Blanc- und im Tauerntunnel (Autobahn) ereigneten sich 1999 schwere Tunnelbrände, welche Maßnahmen zur Verbesserung der Tunnelsicherheit nach sich zogen.

### Unterwassertunnel
Unterwassertunnel können zur Querung von Wasserflächen eingesetzt werden. Generell sind Unterwassertunnel kostspieliger als Brücken, können dafür größere Distanzen überwinden. Bei Schifffahrtswegen können Brücken oft nur eingeschränkt eingesetzt werden, weil sie die Schifffahrt behindern.
Beispiele für Tunnel, die aus Schifffahrtsgründen an Stelle von Brücken erbaut wurden:
- Alter Elbtunnel (Bau: 1907–1911, zwischen St. Pauli und Steinwerder)
- Holland-Tunnel (Bau: 1920–1927, zwischen New Jersey und Manhattan)
- Lincoln-Tunnel (Bau: 1934–1937, mittlere Röhre, zwischen New Jersey und Manhattan, spätere Erweiterungen durch 2 weitere Röhren)
- Swinetunnel (Bau: 2019–2023, in Swinemünde)

Unterwassertunnel können als Absenktunnel gebaut werden, indem vorgefertigte Tunnelabschnitte eingeschwommen und abgesenkt werden; wenn sie am Grund liegen werden sie miteinander verbunden, abgedichtet und leer gepumpt.
Beispiele für Tunnel, die als Absenktunnel gebaut wurden:
- 1961: Kanaltunnel Rendsburg
- 1975: Neuer Elbtunnel Hamburg (erste bis dritte Röhre, von Osten gezählt) Bestandteil der Bundesautobahn 7

### Versorgungstunnel
Versorgungstunnel (engl. utility vault), auch als Kabeltunnel oder Leitungstunnel bezeichnet, werden überwiegend zur Führung von Rohrleitungen sowie von elektrischen Kabeln und Leitungen genutzt.
Als Komponente der Versorgungstechnik dienen sie dem Transport von Flüssigkeiten und Gasen sowie der Signal- und Energieübertragung.
Versorgungstunnel können begehbar oder als Kriechgang ausgebildet sein. Zugänglich sind sie über Einstiegsschächte. Beispiele sind der Fernwärmetunnel Kiel sowie der Dartford-Kabeltunnel.

### Wildtiertunnel (Wildunterführungen)
Zunehmend werden Tunnel als Unterführungen von Straßen gebaut, um die Wanderung von Wildtieren zu erleichtern. Dies kompensiert vor allem die zunehmende Fragmentierung von Lebensräumen und damit die Abnahme und den Verlust von Biodiversität. In Costa Rica wurden vier solcher Tunnel über drei Wochen mittels Kamerafallen überwacht. Die Tunnel wurden in diesem Zeitraum von zwölf Säugetier-Arten und insgesamt 108 Exemplaren durchquert. Man kann daraus schließen, dass solche Tunnel einen effektiven Beitrag zum Natur- und Artenschutz leisten, insbesondere wenn nicht nur Säugetiere betrachtet werden (und damit und pro Jahr Hunderten oder gar Tausenden von Tieren mehr Bewegungsmöglichkeiten bieten). In Deutschland werden u. a. Amphibientunnel und Dachsröhren geschaffen.

## Tunnelnamen
Tunnelnamen sind Eigennamen bestimmter Tunnel. 

## Tunnelbau
Der Bau eines Tunnels ist kostenintensiv und oft eine Herausforderung an die Ingenieurskunst. Lange Tunnel werden üblicherweise von beiden Seiten her im Gegenortvortrieb gebaut, dies gilt vor allem im Gebirge oder unter dem Meer. Inzwischen gibt es Bauwerke, bei denen auch von Zwischenangriffen, die beispielsweise mit Schächten erschlossen wurden, gebaut wurde (als Beispiel der Gotthard-Basistunnel). Damit lässt sich die Bauzeit verkürzen, da dann 4 statt nur 2 Vortriebe vorhanden sind.
Der Bau von Tunneln erfolgt in geschlossener oder in offener Bauweise. Bei der geschlossenen Bauweise erfolgt die Herstellung bergmännisch in der Neuen Österreichischen Bauweise mittels Bohr- und Sprengvortrieb oder maschinell mittels einer Tunnelbohrmaschine also im Schildvortrieb oder im offenen Vortrieb. Beim Tunnelbau in offener Bauweise wird das Tunnelbauwerk in einer offenen Baugrube hergestellt, die anschließend wieder verfüllt wird.
Bei längeren Tunneln im Gebirge und im Hochgebirge kommt oft nur der Gegenortvortrieb, eventuell ergänzt um weitere Vortriebe von Zwischenangriffen aus, als Bauweise in Frage, um die Bauzeit zu reduzieren. Die Grundlage für einen erfolgreichen Tunnelbau ist eine präzise Vermessung des zu bauenden Tunnels.

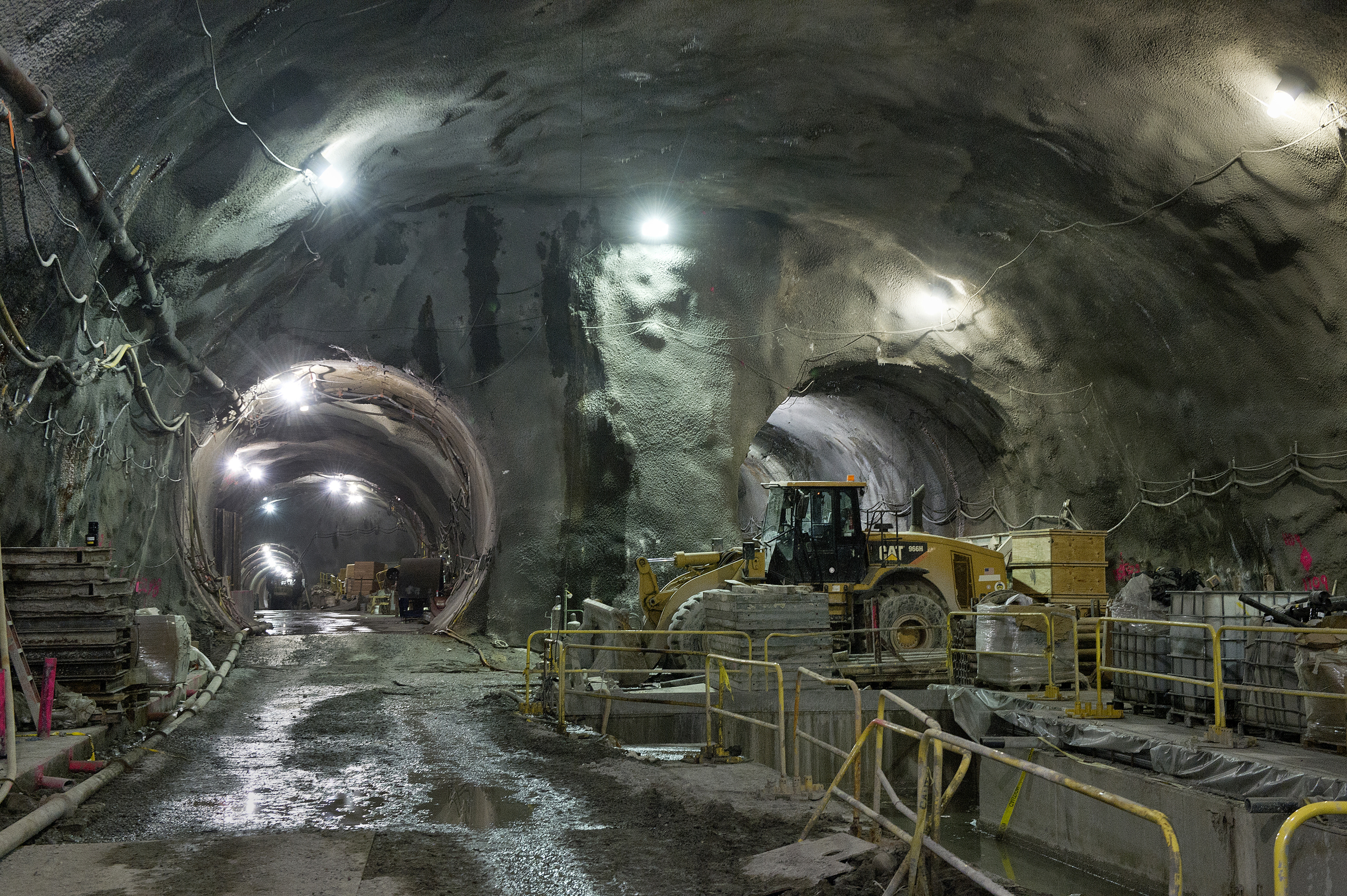
Tunnel der IND Second Avenue Line im Bau (New York City)

Bei einem langen Tunnel (mit geradlinigem Streckenverlauf) weicht die Linie des konstanten Gefälles bereits deutlich von einer Geraden ab. Diese Linie liegt dank der Erdkrümmung näherungsweise auf einem Kreis mit dem Erdradius. Die Abweichung von der Geraden beträgt auf 10 km Länge bereits 8 m. Etwa ab 1 km langen Bauwerken ist daher Höhere Geodäsie nötig, um ausreichende Genauigkeit zu erreichen. Der entdeckte Vermessungsfehler beim Zusammentreffen der beiden je etwa 10 km langen Richtstollen des Simplontunnels betrug etwa 22 Zentimeter.
Der Bau von Tunneln ist sehr investitionsintensiv. So schlägt in Deutschland ein einröhriger, zweistreifiger Straßentunnel, welcher bergmännisch in mittelschweren Bodenverhältnissen hergestellt wird, im Schnitt mit 20.000 Euro pro Meter zu Buche. Dies ist nur ein Durchschnittswert, der nach unten, vor allem stark nach oben hin abweichen kann. Hinzu kommen 15 bis 20 Prozent für die Ausstattung des Tunnels, zum Beispiel Beleuchtung, Entlüftung, Löschwasserleitungen, Betriebsgebäude etc. Neben den zum Teil enormen Baukosten ist die Unterhaltung des Tunnels ebenfalls kostspielig. Im Schnitt wird mit jährlich 180.000 Euro pro Kilometer Tunnelstrecke gerechnet.
Um Menschen beim Bau eines Tunnels ausreichende Sicht und atembare Luft bereitzustellen, ist eine Belüftung notwendig, z. B. durch eine an der Stollendecke abgehängte Lutte oder über einen Parallelstollen und Querschlag oder quer verlaufende Zu- oder Abluftstollen. Die bauzeitliche Belüftung dient insbesondere auch der Abführung der Sprenggase beim Sprengvortrieb und der Abführung der Abgase der verwendeten Baumaschinen.

## Tunnelsicherheit
Die Betriebssicherheit stellt einen wesentlichen Aspekt bei der Planung, dem Bau und dem Betrieb von Tunnelbauwerken dar. Im Vergleich zu Unfällen im offenen Gelände können sich bei Unglücken in Inneren von längeren Tunneln folgende besondere Herausforderungen ergeben:
- Fehlende natürliche Hitzeabfuhr im Brandfall,
- Fehlender natürlicher Rauchabzug,
- Rasche Rauchausbreitung durch den Kamineffekt,
- Erschwerter Zugang für Rettungskräfte zur Unglücksstelle,
- Erschwerte Evakuierung der Unglücksstelle,
- Erschwerter Abtransport von Schwer- und Schwerstverletzten,
- Erschwerte Räumung der Unglücksstelle.

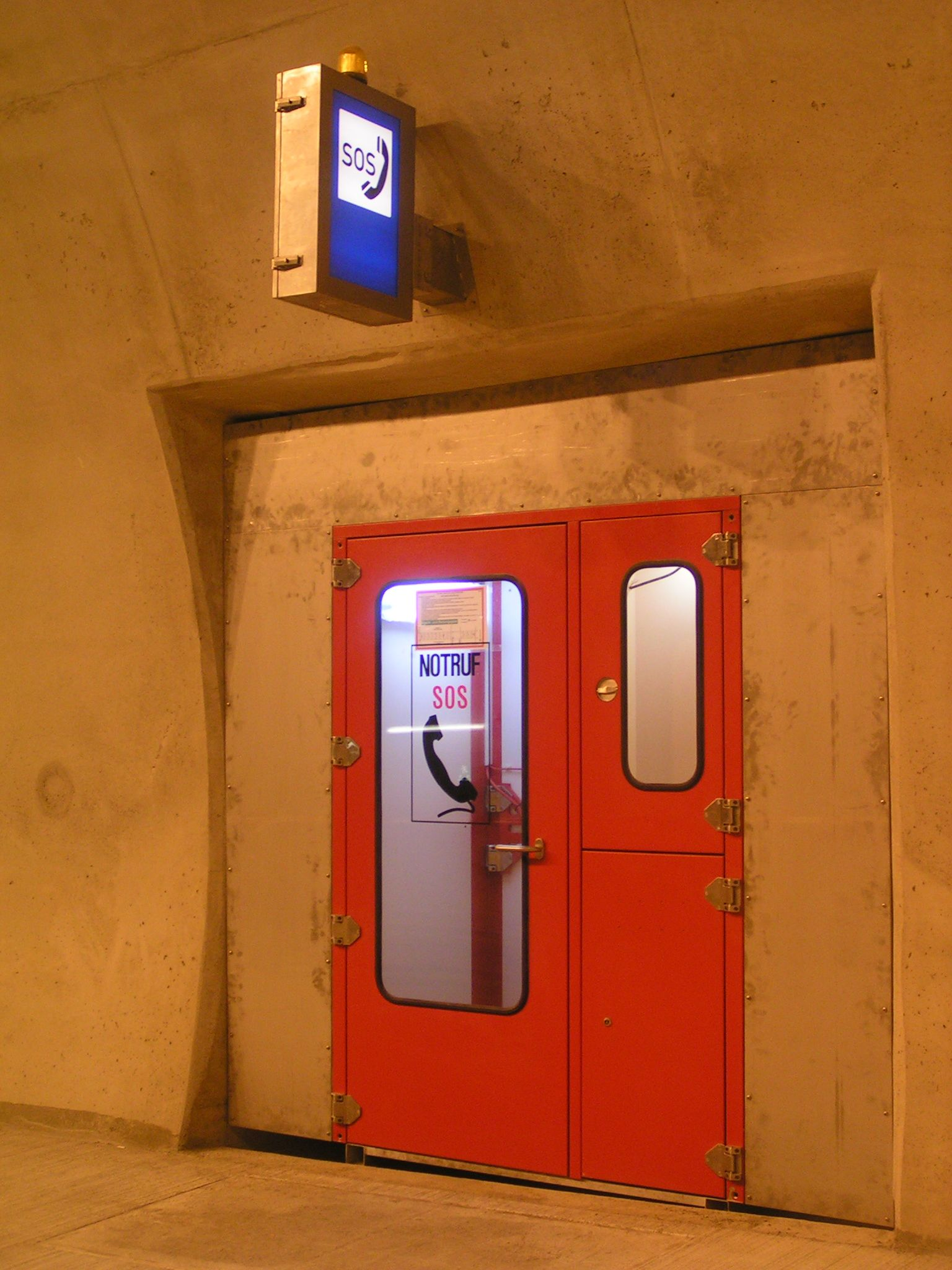
Notrufnische im Autobahntunnel der A 17 bei Dresden

### Bauliche Maßnahmen
In Tunneln kann ein funktionierendes Sicherheitssystem bei Unfällen oder Bränden Leben retten. Folgende bauliche und technische Maßnahmen erhöhen die Sicherheit in Tunnelanlagen:
- Abflusssystem für brennbare Flüssigkeiten,
- Anlage zur automatischen Branddetektion (Brandmelder),
- Anlage zur Sichttrübungsmessung,
- Anlage zur Windgeschwindigkeitsmessung,
- Lüftungsanlagen zur Betriebs- und Brandlüftung,
- nach Fahrtrichtungen getrennte Tunnelröhren (Richtungsverkehrstunnel, „Zwillingsröhre“ im Gegensatz zu Gegenverkehrstunnel),
- Notausgänge zu Fluchtwegen, zumeist gebildet durch Querschläge (Querstollen) zu benachbarten Tunnelröhren,
- zusätzliche Rettungsstollen, die hauptsächlich als Fluchtweg, aber auch als Zugang für Einsatzkräfte genutzt werden können,
- Fluchtweghinweise mit Entfernungsangabe und Fluchtwegbeleuchtung,
- Notbeleuchtung bei Eisenbahntunneln,
- Nothaltebuchten bei Straßentunneln,
- Notrufnische mit Notrufanlage und mit Brandmelder und Feuerlöscher,
- Sprinkleranlage und für die Feuerwehr Löschwasserentnahmestutzen,
- Videoüberwachungsanlage,
- Lautsprecheranlage für Sprachdurchsagen durch Leitwartenpersonal und Feuerwehr, insbesondere für Evakuierungsaufforderungen im Brandfall und weitere Sicherheitshinweise. Seit 2009 wird in Deutschland für Straßenverkehrstunnel fast nur noch die von der Bundesanstalt für Straßenwesen (BAST) empfohlene synchronisierte Längsbeschallung (SLASS-Technik = synchronized longitudinal announcement speaker system) mit Grenzflächenhornlautsprechern installiert, mit der erstmals trotz der extremen akustischen Verhältnisse eine akzeptable Sprachverständlichkeit solcher Durchsagen erreicht wird.

### Sicherheitsmanagement
Bei Tunnelbauwerken ist ein intensives Sicherheitsmanagement notwendig, welches das Erstellen von Alarmplänen und Durchführungen von Übungen mit den ansässigen Feuerwehren beinhaltet. Feuerwehren, in deren Schutzgebiet Tunnelbauwerke für Verkehrswege liegen, werden Portalfeuerwehren genannt. Sie verfügen über spezielle Ausrüstung für den Einsatz im Tunnel. Zahlreiche schwere Unfälle in Tunneln zeigen, dass viele Tunnel nur über ein schlechtes Sicherheitssystem verfügen.

### Schienenverkehr
Einige Eisenbahnunfälle in Tunneln sind in der Liste schwerer Unfälle im Schienenverkehr aufgeführt.

### Straßenverkehr
Um die Sicherheit in Straßentunneln zu erhöhen, werden laufend Tests von den Verkehrsclubs durchgeführt, bei denen ungefähr 30 Tunnel in ganz Europa miteinander verglichen werden. Durch Veröffentlichung der Resultate soll auf die Tunnelbetreiber öffentlicher Druck ausgeübt werden. 2005 begann das von der Europäischen Union geförderte Sicherheitsprojekt EuroTAP (European Tunnel Assessment Programme) des ÖAMTC, an dem sich Verkehrsclubs aus zehn weiteren Ländern beteiligen. Die Europäische Union hat zur Verbesserung der Tunnelsicherheit in Straßentunneln die Richtlinie 2004/54/EG erlassen, deren Umsetzung in den Mitgliedsstaaten bis zum 30. April 2016 abgeschlossen sein musste. In Österreich wurde dazu das ab 1. Mai 2006 gültige Tunnelsicherheitsgesetz erlassen, das für alle Straßentunnel auf den Autobahnen und Schnellstraßen mit einer Länge von 500 Metern oder mehr gültig ist.
Trotz aller dieser Maßnahmen kann vor allem in Straßentunneln keine hundertprozentige Sicherheit gewährleistet werden. Auch die Benutzer müssen sich der Gefahren bewusst sein und sich an die Regeln halten, wie:
- Ampel unbedingt beachten
- Autoradio mit Verkehrsfunk einschalten
- Nie hinter einem brennenden Fahrzeug noch in den Tunnel einfahren
- Fahrgeschwindigkeit reduzieren
- Fahrzeugbeleuchtung einschalten
- Sicherheitsabstand einhalten
- nicht stehen bleiben im Tunnel
- die Umstellung der Lichtverhältnisse der Augen beachten, Sonnenbrille abnehmen
- bei Ausfahrt mit stark veränderten Wetterverhältnissen wie Eis, Nebel, Schneetreiben rechnen
- sich über richtiges Verhalten bei Unfällen und Bränden in Tunneln informieren
- nicht wenden (siehe Anlage 3 (zu § 42 Absatz 2) StVO, lfd. Nr. 14)[19]

## Die längsten Tunnel der Erde
Die längsten und bereits für den Verkehr freigegebenen Tunnel der Erde sind:
- Gotthard-Basistunnel, 57,1 Kilometer, Schweiz, Eisenbahn
- Seikan-Tunnel, 53,9 Kilometer, Japan, Eisenbahn
- Eurotunnel, 50,5 Kilometer, Frankreich/Großbritannien, Eisenbahn
- Lötschberg-Basistunnel, 34,6 Kilometer, Schweiz, Eisenbahn
- Neuer Guanjiao-Tunnel, 32,6 Kilometer, China, Eisenbahn
- Guadarrama-Tunnel, 28,4 Kilometer, Spanien, Eisenbahn
- Taihangshan-Tunnel, 27,8 Kilometer, China, Eisenbahn
- Hakkōda-Tunnel, 26,5 Kilometer, Japan, Eisenbahn
- Iwate-Ichinohe-Tunnel, 25,8 Kilometer, Japan, Eisenbahn
- Lærdalstunnel, 24,5 Kilometer, Norwegen, Straße